# Хатки (Винницкая область)
Хатки (укр. Хатки) — посёлок, входит в Жмеринский район Винницкой области Украины.
Население по переписи 2001 года составляло 77 человек. Почтовый индекс — 23126. Телефонный код — 04332. Занимает площадь 0,15 км². Код КОАТУУ — 521085212.